# Hermann Unterstöger
Hermann Unterstöger (* 25. Juni 1943 in Kirchweidach; † 20. Juni 2025 in Altötting) war ein deutscher Journalist, Reporter und Kolumnist.

## Leben
Nach dem Abitur am Hans-Carossa-Gymnasium in Landshut, einem Altphilologie-Studium ohne Abschluss und einem Volontariat bei der Passauer Neuen Presse war er ab 1978 als Journalist für die Süddeutsche Zeitung tätig. Besondere Bedeutung hatten seine Reportagen für die Seite 3 und seine zahlreichen Beiträge im Streiflicht. In 46 Jahren schrieb Unterstöger mehr als 3000 dieser Kolumnen. Er beschäftigte sich unter anderem mit den Themen „Innenpolitik“, „Deutsche Sprache“ und „Rechtschreibreform“, „Katholische Kirche“ (dies auch in der Rubrik „Führungsspitzen“ des Wirtschaftsteils der SZ) und „Bayerische Kultur“.

## Auszeichnungen
- Ernst-Hoferichter-Preis 2010.[4] Die Jury begründete die Auszeichnung damit, «es wäre kaum übertrieben zu sagen, Unterstögers Texte sind eine Form für sich, irgendetwas Drittes zwischen Journalismus und Kunst». Ohne dass er zu Dialektworten greifen müsste, sei seine Sprache bairisch getönt, aber nie provinziell. Unterstögers Markenzeichen sei seine feine Ironie, «ob er nun über Politiker schreibt, über die Tücken der Sprache, über Provinzpossen oder die römische Kurie».[5]
- Ben-Witter-Preis 1997[6]

## Werke (Auswahl)

### Publikationen in Buchform
- mit Axel Hacke, Claus Heinrich Meyer, Herbert Riehl-Heyse, Rainer Stephan: Das Streiflichtbuch. Handreichungen und Fingerzeige aus der Süddeutschen Zeitung. München 1994, ISBN 3-88897-084-9.
- mit Axel Hacke, Claus Heinrich Meyer, Herbert Riehl-Heyse, Rainer Stephan: Das neue Streiflichtbuch. Kopfnüsse und Musenküsse aus der Süddeutschen Zeitung. München 2000, ISBN 3-88897-236-1.
- Da bleiben, und zwar sofort! Bayerische Anstiche. (= Picus Lesereisen), Wien 2003, ISBN 3-85452-779-9.
- mit Wolfgang Roth, Gernot Sittner, Cornelia von Seidlein: Das Streiflicht. Verdeckte Ermittlungen zwischen Himmel und Hölle 2000 – 2004. (= Süddeutsche Zeitung | Edition), München 2004, ISBN 3-937793-56-9.
- mit Kurt Kister, Hans Holzhaider, Stefan Kornelius, Nikolaus Piper, Wolfgang Roth, Christoph Schwennicke: Unter Bayern 2: Die neue Enzyklika für den Freistaat. 2004-2006. (= Süddeutsche Zeitung | Bibliothek) München 2006, ISBN 3-86615-346-5.
- mit Wolfgang Roth und Gernot Sittner (als Hg.): Das Streiflicht. (= Süddeutsche Zeitung | Bibliothek), München 2006, ISBN 3-86615-346-5.

### Artikel (in Auswahl)
- Wenn Massen einem versponnenen Geist begegnen. In Schloß Herrenchiemsee bleibt den jährlich 600.000 Besuchern kaum Muße, den Phantasien König Ludwigs II. nachzuspüren, in: Süddeutsche Zeitung, Ausgabe M, Nr. 190 vom 21. August 1981, S. 3.
- Claudia, immitte tenebras! – Latein als lebende Sprache – und die Leute, die es sprechen. In: Süddeutsche Zeitung. 20./21. August 1988.
- Vom Plunder zum Wunder. Nach fast fünfzig Jahren muß sie heraus: Die Wahrheit über das „Streiflicht“. In: 50 Jahre Süddeutsche Zeitung. Beilage der Süddeutschen Zeitung. Nr. 230, 6. Oktober 1995, S. 92–93.
- Edles aus der Hamsterhöhle. "Und was werden die Deutschen sagen??"- eine Thomas-Mann-Ausstellung im Literaturhaus. In: Süddeutsche Zeitung. 10. November 1997.
- Ist unsere Sprache noch zu retten? Man muss nicht jeden Tag vor Schopenhauer bestehen, aber ein richtiger Dativ hat noch keinem geschadet. In: Süddeutsche Zeitung. 13./14. September 2003, S. 15.[7]
- Ist unsere Sprache noch zu retten? Man muss nicht jeden Tag vor Schopenhauer bestehen, aber ein richtiger Dativ hat noch keinem geschadet. In: Hermann Zabel (Redaktion), Ralph von Mocikat, Wolfgang Hasse, Hermann H. Dieter, Manfred Fischer, Walter Krämer, Wolfram Wilss, Beiträge von Hermann Zabel, Hermann Unterstöger et al.: Deutsch als Wissenschaftssprache. Thesen und Kommentare zum Problemkreis "Denglisch". Paderborn 2005, ISBN 3-931263-51-7, S. 95–99.
- Man spricht Deutsh. In: Hermann Zabel (Redaktion), Ralph von Mocikat, Wolfgang Hasse, Hermann H. Dieter, Manfred Fischer, Walter Krämer, Wolfram Wilss, Beiträge von Hermann Zabel, Hermann Unterstöger et al.: Deutsch als Wissenschaftssprache. Thesen und Kommentare zum Problemkreis "Denglisch". Paderborn 2005, ISBN 3-931263-51-7, S. 99–106.
- Krasse Geschichte. Voll verständnisvoll: Eine neue Bibel-Übersetzung versucht sich im Jargon der Jugend.[8] In: Süddeutsche Zeitung. 3. März 2006.
- SZ-Artikel über Karl August Böttiger in der Serie Große Journalisten[9]
- Medien am Wahlabend: Bayern vorn! In: Süddeutsche Zeitung. 23. September 2003.
- Tote Sprache – höchst lebendig. "Latein auf Stein": Studenten offerieren eine Zeitreise in die Vergangenheit der Stadt. In: Süddeutsche Zeitung. 15. Juli 1999.[10]
- Königstreue, ein vages Gefühl. Wie man die Zuneigung zum Herrscherhaus in Bayern erleben kann. In: Ernst Fischer (Hrsg.), Hans Kratzer (Hrsg.): Unter der Krone. 1806 bis 1918 – Das Königreich Bayern und sein Erbe. (= Süddeutsche Zeitung | Edition), München 2006, ISBN 3-86615-331-7.
- Die Kirche, ein Männerladen. Selbst die legendäre Quotenpäpstin Johanna ändert an dieser Situation nichts. (=Rubrik Führungsspitzen des Wirtschaftsteils), In: Süddeutsche Zeitung. Nr. 161, 16. Juli 2007, S. 18.
- Kunst verpflichtet. Herzog Franz von Bayern, Nachfahre des LMU-Gründers, erhält die Ehrendoktorwürde. In: Süddeutsche Zeitung. 3. Dezember 2008.[11]
- Deliberatio, utrum scholae didicerimus an vitae, parvula. In: Hans-Carossa-Gymnasium Landshut (Hrsg.), Bernhard O’Connor (Koordination und Redaktion): Was bleibt?! Ein Lesebuch zum 375-jährigen Schuljubiläum. München 2004, ISBN 3-8316-0434-7, S. 23–30.
- Tonnenschwer realitätsnah einsetzen. SZ-Redakteur Hermann Unterstöger denkt über "herziehen" und Worte im Alltagsgebrauch nach. In: Süddeutsche Zeitung. Sprachlabor (69), 12. Juli 2010.[12]
- Der Geheimrat und seine Ecken. SZ-Redakteur Hermann Unterstöger mahnt zu mehr Gerechtigkeit an, erklärt das Verb "umnieten" genau und Doubletten. Sprachlabor (73), 10. August 2010.[13]
- Ab in den Zeugenstand. SZ-Redakteur Hermann Unterstöger über kühne Konstruktionen und erklärt den bairischen Apostroph. Sprachlabor (74), 13. August 2001.[14]

### Artikel aus der KolumneStreiflicht(Auswahl)
In: Wolfgang Roth (Hrsg.), Gernot Sittner (Hrsg.), Hermann Unterstöger (Hrsg.): Das Streiflicht. Verdeckte Ermittlungen zwischen Himmel und Hölle. 2000 bis 2004 (Süddeutsche Zeitung | Edition), München 2004, ISBN 3-937793-56-9.
- Persönliches ist in dieser Kolumne verboten …  9. September 2003, S. 46, 6, 78, 180, 188, 198, 208, 210, 216, 234, 242, 256, 262, 294.
- Wie sich die Zeiten ändern …  2. Mai 2003, S. 66–67.
- Unter Brechts „Fragen eines lesenden Arbeiters“ findet sich auch …  18. Oktober 2003, S. 78–79.
- Ja, Ja! Jaaaaaaa!!! Ja, Franz. Jaaaaaaaa. Ja. Ja. Ja. Ja-jaja-ja, jajaja-ja! Ja!  8. Juli 2000, S. 180–181.
- Dabei sein ist alles, sagen die Sportler gern …  12. Februar 2002, S. 188–189.
- Die beste Musik zum Autofahren …  16. April 2004, S. 198–199.
- Ja aber das kann doch keine Sau lesen über tausend Seiten …  16. Juni 2004, S. 208–209.
- Sehr geehrte Frau Netrebko, oder dürfen wir …  4. Februar 2004, S. 210–211.
- Liest man eine Nachricht, wie die, dass in Birmingham eben eine Ausstellung eröffnet wurde …  20. März 2001, S. 216–217.
- Sieht man von Stalins Tod und vom Aufstand in der DDR ab, ... 23. August 2003, S. 234–235.
- Wenn es heißt der Rubel müsse rollen …  8. März 2001, S. 242–243.
- Wie immer Klaus Wowereits Leben …  25/26. Juni 2001, S. 256–257.
- Ausgehend davon, dass die NRW-Beilage dieses Blattes …  15. März 2003, S. 262.
- Wenn einer aus Altötting kommt ... 24. April 2003, S. 294–295 (Ein besonderer Nachruf aus Herbert Riehl-Heyse).

### Artikel
- Hinterm barocken Gehäuse, in: Süddeutsche Zeitung, Nr. 161, 12./13. Juli 2008, S. 45.
- Sigmund Gottlieb. Abschied vom fränkischen Weltenrichter, in: Süddeutsche Zeitung vom 28. März 2017[15]

### Interview
- Hermann Unterstöger zu Gast bei sozusagen! – 23. Dezember 2016 von Bayern 2[16]